# ميخائيل كار
ميخائيل كار (بالإنجليزية: Michael Carr)‏ (6 ديسمبر 1983 في المملكة المتحدة - ) هو لاعب كرة قدم بريطاني في مركز الوسط. شارك مع منتخب إنجلترا لكرة القدم C ‏. أما مع النوادي، فقد لعب مع ماكليسفيلد تاون ونادي اتحاد مانشستر وNantwich Town F.C. ‏ وستافورد رينجرز وKidsgrove Athletic F.C. ‏ ونورثويتش فيكتوريا ونادي ستاليبريدج سيلتيك ونادي كيدرمينستر هاريرز لكرة القدم وAlsager Town F.C. ‏ ونادي موركامب.

## وصلات خارجية
- ميخائيل كار على موقع قاعدة بيانات كرة القدم.إي يو (الإنجليزية)
- ميخائيل كار على موقع Soccerbase.com (لاعب) (الإنجليزية)